# Kabinett Schröder I (Niedersachsen)
Das Kabinett Schröder I bildete vom 21. Juni 1990 bis zum 20. Juni 1994 die Landesregierung von Niedersachsen. Gerhard Schröder wurde am 21. Juni 1990 zum Ministerpräsidenten gewählt. Zuvor hatte die SPD bei der Landtagswahl am 13. Mai 1990 44,2 Prozent erhalten (CDU 42,0; FDP 6,0; Grüne 5,5); Schröder bildete eine rot-grüne Koalition. Es war die dritte jemals geschlossene rot-grüne Koalition auf Landesebene (Liste hier). Grundlage für die Zusammenarbeit war die am 19. Juni 1990 geschlossene Koalitionsvereinbarung zwischen dem Landesverband Niedersachsen der SPD und dem Landesverband die Grünen Niedersachsen.
| Amt                                    | Name              | Partei | Partei        |
| -------------------------------------- | ----------------- | ------ | ------------- |
| Ministerpräsident                      | Gerhard Schröder  |        | SPD           |
| Stellvertreter des Ministerpräsidenten | Gerhard Glogowski |        | SPD           |
| Inneres                                | Gerhard Glogowski |        | SPD           |
| Finanzen                               | Hinrich Swieter   |        | SPD           |
| Soziales                               | Walter Hiller     |        | SPD           |
| Kultus                                 | Rolf Wernstedt    |        | SPD           |
| Wirtschaft, Technologie und Verkehr    | Peter Fischer     |        | SPD           |
| Ernährung, Landwirtschaft und Forsten  | Karl-Heinz Funke  |        | SPD           |
| Justiz                                 | Heidrun Alm-Merk  |        | SPD           |
| Bundes- und Europaangelegenheiten      | Jürgen Trittin    |        | B’90/Grüne    |
| Wissenschaft und Kultur                | Helga Schuchardt  |        | parteilos     |
| Umwelt                                 | Monika Griefahn   |        | SPD (ab 1992) |
| Frauen                                 | Waltraud Schoppe  |        | B’90/Grüne    |